# Мансини, Даниэль
Даниэ́ль Манси́ни (исп. Daniel Mancini; род. 11 ноября 1996, Сан-Хусто, Буэнос-Айрес) — аргентинский футболист, полузащитник клуба «Панатинаикос».

## Клубная карьера
Мансини — воспитанник клубов «Проэкто Кресер» и «Ньюэллс Олд Бойз». 12 июля 2015 года в матче против «Расинга» он дебютировал в аргентинской Примере в составе последнего. 22 марта 2016 года в поединке против «Тигре» Даниэль забил свой первый гол за «Ньюэллс Олд Бойз». В начале 2017 года Мансини перешёл во французский «Бордо», где для получения игровой практики выступал за дублирующий состав. 
Летом 2017 года Мансини был арендован «Туром». 8 сентября в матче против «Осера» он дебютировал в Лиге 2. В этом же поединке Даниэль забил свой первый гол за «Тур».
Летом 2018 года Мансини на правах аренды перешёл в «Осер». 27 июля в матче против «Валансьена» он дебютировал за новую команду. 21 декабря в поединке против «Гренобля» Даниэль забил свой первый гол за «Осер». Летом 2019 года Мансини перешёл в греческий «Арис». 31 августа в матче против «Волоса» он дебютировал в греческой Суперлиге. 4 октября 2020 года в поединке против «Панатинаикоса» Даниэль забил свой первый гол за «Арис». 